# 杨裕生
杨裕生（1932年9月6日—），江苏如皋人，中国核试验技术、分析化学专家。

## 生平
1952年毕业于浙江大学。1995年当选为中国工程院院士。